# オスピツィオ・ベルニナ駅

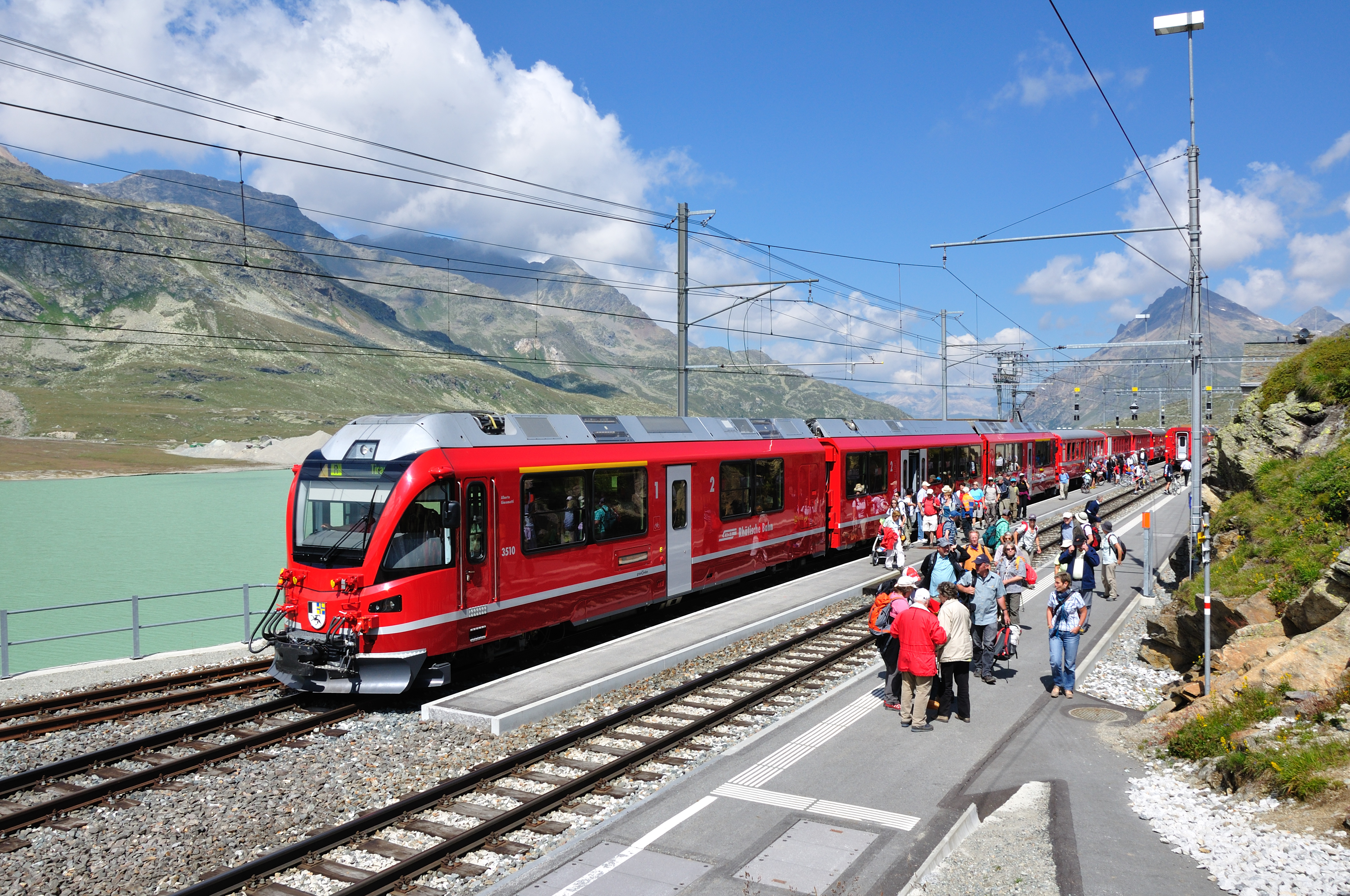
停車中のABe 8/12形電車とビアンコ湖 （2011年）

オスピツィオ・ベルニナ駅（オスピツィオ・ベルニナえき）は、スイス・グラウビュンデン州の鉄道駅である。ベルニナ線の最高地点、標高2253 mの位置に設置されている。
日本語ではオスピッツオ・ベルニナ等の表記ゆらぎが存在する。

## 概要
グラウビュンデン州、マローヤ地区とベルニナ地区の境となるベルニナ峠に位置しており、ベルニナ線の最高標高地点であると同時にレーティッシュ鉄道全線の最高地点にもなっている。
さらに、グラウビュンデン州内で最も高い位置の駅でもあり、スイス全体では第8位。粘着式鉄道の路線に限ればヨーロッパで第1位となる。（スイスにおける標高の高い鉄道駅、en:List_of_highest_railway_stations_in_Europeも参照）
山上ゆえにスイスの中でも雪深い地域であるが、1913年からは通年客扱いが行われている。
山々に囲まれたラーゴ・ビアンコ（ビアンコ湖）の湖畔を走行する当駅付近の区間は、同線でも代表的な景勝地の一つに数えられる。

## 名称
駅名を日本語に訳すと『ベルニナの休息所（ホスピス）』で、付近に存在した峠道の山小屋に由来する。
2022年現在の公式表記である Ospizio Bernina はイタリア語由来であるが、かつてはドイツ語由来の Berninahospiz と呼称された。
ちなみに、Ospizioの部分は、共通ロマンシュ語で Ospizi、プテール方言(Putèr)で Ospiz、ロンバルド語では Ospizzi とつづられる。

## 歴史
- 1909年夏に開業[2]。当時の路線は夏季のみ運転されていた。6月1日開業説と7月1日開業説がある。

- 1910年 - 変電所設置[2]
- 1913年冬季より通年営業が開始される。
- 1925年 - 駅舎が増築され、現在のかたちとなる[2]。

## その他
- 開業当初は標高を2256 m と測量されており、駅舎には当時のプレートがそのまま残っている。
- 除雪車両の方向転換のため、構内の覆屋内部に転車台が設置されている[1]。

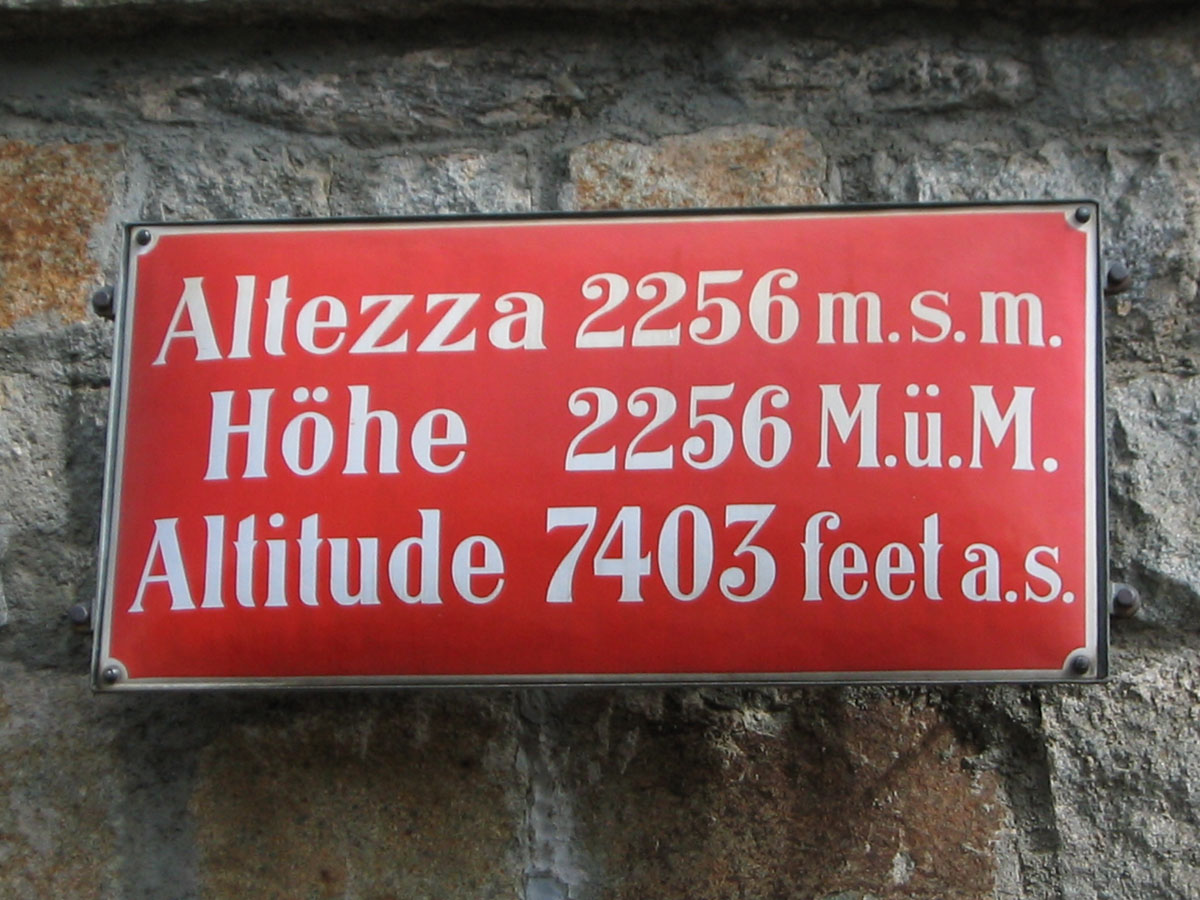
初期に設置された海抜表記のプレート
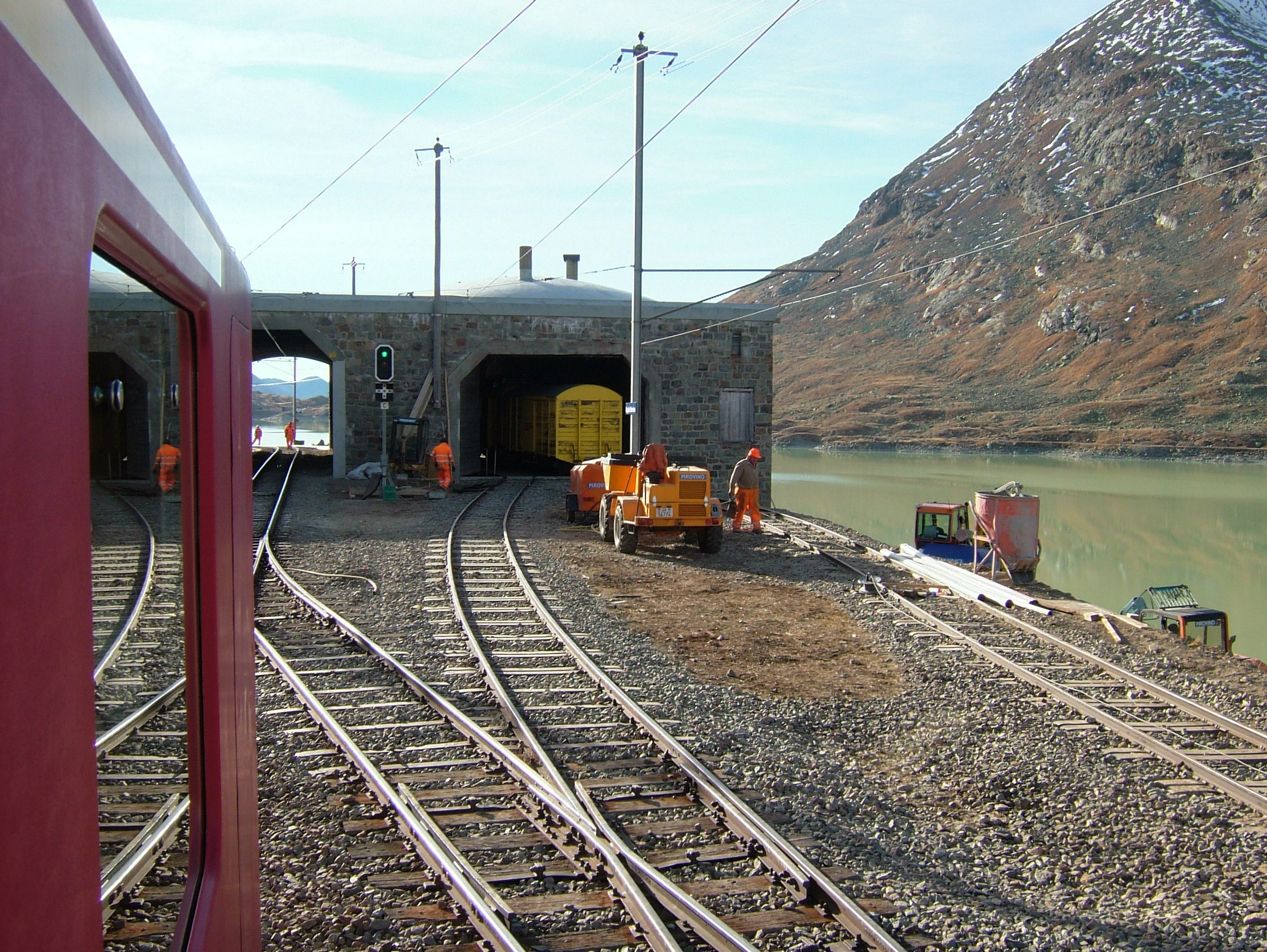
転車台
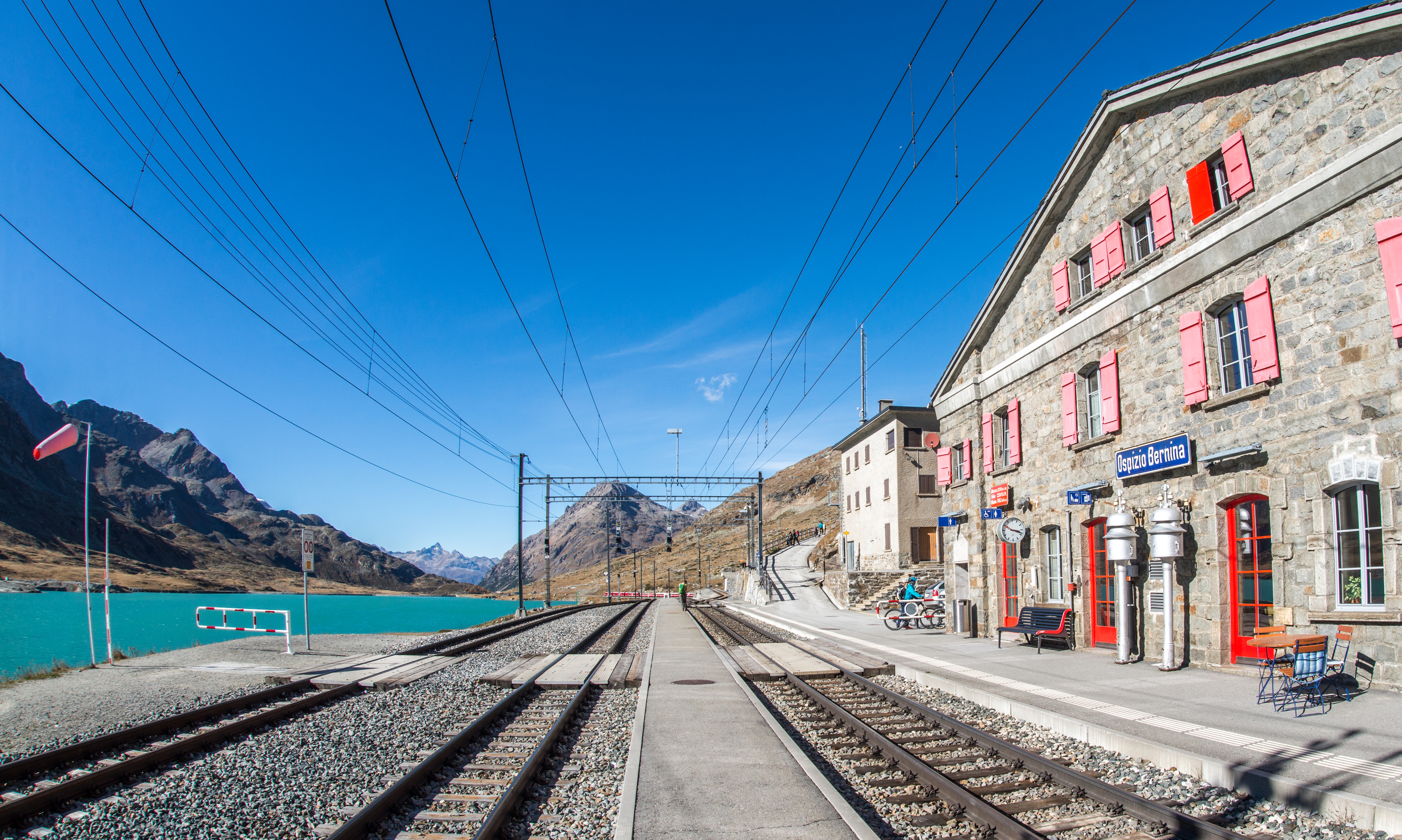
ホーム上より